# スレンバン線
スレンバン線はマレー鉄道の2つのKTMコミューターサービスのうちの1つである。 KTM Komuterは、1995年に導入された最初の通勤電車サービスで、主にクアラルンプールとその近郊の通勤者にサービスを提供している。クアラルンプールでは渋滞が多いため、渋滞なしで市内を移動できるKTM Komuterはクアラルンプールで通勤する通勤者に人気のある交通手段である。車内はモダンでエアコンが完備されている。駅/停留所までへ車で行く場合は、「パークアンドライド」施設を安く料金で利用できる。

## 歴史
この路線は、1886年に開通したスランゴール州政府鉄道の一部として運行を開始した。現代のスレンバン線は、1895年に開通したクアラルンプールクラン鉄道線のレジデント駅を起点としてスルタンストリート駅、スンガイベシ駅を通りカジャンへ向かう支線として1897年に運行を開始している。
この路線は後にセプテを通って再配線され、スルタンストリート駅-プドゥストレッチが廃止されてアンパン線に組み込まれた。また、ラワン-セレンバンとセントゥール-ポートクランは、1990年代初頭に電化された。
また、将来的にカジャン駅とUKMの間にカジャン2を設置する予定である。

## 路線情報
ラワン駅の始発は05:42、終電は21:24で、タンジュンマリム駅の始発は05:42、終電は21:54である。ラワンとタンジュンマリム間の移動時間はおよそ25分。